# Prionolabis walleyi
Prionolabis walleyi är en tvåvingeart som först beskrevs av Alexander 1929.  Prionolabis walleyi ingår i släktet Prionolabis och familjen småharkrankar. Inga underarter finns listade i Catalogue of Life.